# Capciosidad
En el ámbito jurídico capcioso equivale a falso, doloso, que trata de engañar o ha engañado a otro con perfidia, malas apariencias o malas artes. Procede del término latino capio en su acepción de sujetar, detener a uno cercándolo, enredándolo por un lazo o trampa. 
La capciosidad puede consistir según los casos en:
- en derecho civil, en el dolo
- en el ámbito criminal, en la circunstancia agravante de alevosía, perfidia, etc.
- en la parte constitutiva de algunos delitos como los de seducción o engaño